# Mastermind (песня)
«Mastermind» — песня американской певицы и автора-исполнителя Тейлор Свифт из её десятого оригинального студийного альбома Midnights (2022). На написание песни её вдохновил просмотр фильма 2017 года «Призрачная нить». Спродюсированная совместно с соавтором Джеком Антоноффом, песня «Mastermind» представляет собой электропоп с синтезаторными арпеджиаторами, многослойными вокальными гармониями и экспансивным басом. Её текст повествует о том, как рассказчик признаётся возлюбленному, что именно он был инициатором и планировал их романтические отношения.
Музыкальные критики в целом высоко оценили «Mastermind» за качество его продюсирования и авторство песен Свифт, а некоторые отметили, что текст песни не должен восприниматься слишком серьёзно. Трек занял 13-е место в Billboard Global 200 и вошёл в топ-20 лучших синглов в национальных чартах Австралии, Канады, Малайзии, Филиппин, Сингапура и США. Он был сертифицирован в Австралии, Канаде и Великобритании. Песня была включена в сет-лист тура Свифт Eras Tour (2023—2024).

## Предыстория и композиция
Американская певица Тейлор Свифт анонсировала свой десятый студийный альбом Midnights на церемонии MTV Video Music Awards 28 августа 2022 года. В видеоролике на своей странице в Instagram 6 сентября 2022 года под названием «The making of Midnights» Свифт рассказала, что продюсером альбома выступил Джек Антонофф, работавший с ней ранее над пятью студийными альбомами, начиная с 1989 (2014). Начиная с 21 сентября 2022 года, ровно за месяц до выхода Midnights, она анонсировала тринадцатисерийный короткий сериал Midnights Mayhem with Me на платформе социальных сетей TikTok. Цель сериала — объявлять название песни в каждом эпизоде, раскручивая лотерейный барабан, содержащий тринадцать шариков для пинг-понга с номерами от одного до тринадцати, каждый шарик представляет собой трек. «Mastermind» был первым названием трека, которое показала Свифт.
Свифт написала и спродюсировала «Mastermind» вместе с Антоноффом, который записал трек с Лаурой Сиск в Rough Customer Studio в Бруклине и Electric Lady Studios в Нью-Йорке. Микшированием песни занимался Сербан Генеа в MixStar Studios в Вирджинии-Бич, а мастерингом — Рэнди Меррилл в Sterling Sound в Эджвотере, Нью-Джерси. «Mastermind» — это сдержанный электропоп, который длится три минуты и одиннадцать секунд.
Как и другие треки Midnights, композиция отличается электронным грувом, вихревыми синтезаторными арпеджиаторами, экспансивным басом и многослойными вокальными гармониями. Инструментарий включает барабаны, электрогитары, саксофоны, перкуссию, скрипку, синтезаторы Juno и Minimoog. В бридже звучат кинематографические струнные. Илана Каплан из Alternative Press сравнила вступительные синтезаторы с «дрожащим» вступлением песни The Who «Baba O’Riley» (1971). Критик Billboard Эндрю Унтербергер назвал синтезаторные арпеджиаторы «достойными OMD», а ритм трека — «бешеным сердцебиением».

## Интерпретация текста
«Mastermind» это размышления о романтических отношениях и заявление о том, что главный герой является вдохновителем всего, что произошло. В 2023 году Свифт рассказала журналисту Сэму Лански о том, что на сочинение песни её вдохновил просмотр фильма 2017 года Призрачная нить. Песня открывается словами: «Однажды планеты, судьбы и все звезды сошлись/ Мы с тобой оказались в одной комнате в одно и то же время». Критики Time интерпретировали эту часть как отсылку к синглу Свифт 2008 года «Love Story» — обе песни ссылаются на троп Уильяма Шекспира о звёздных влюблённых, но с противоположными эффектами. На протяжении всех куплетов героиня Свифт изображает себя гроссмейстером, разрабатывающим план «оценки тебя». В припеве рассказчик утверждает, что «все это не было случайностью», и объявляет себя ответственным за все происходящее: «Что, если я скажу тебе, что я всё спланировала? И теперь ты мой/ Все было по плану». По мнению некоторых критиков, эта лирика контрастирует с темой любви, направляемой судьбой, в прошлых песнях Свифт (по мнению критиков, это «You Belong with Me», «Don’t Blame Me», «Invisible String» или «Long Story Short»).
Некоторые критики отметили, что исповедальные и откровенно личные чувства песни отражают общую лирическую тему Midnights. Джон Караманика из The New York Times назвал трек «историей происхождения злодея» Свифт, выделив слова в бридже: «Никто не хотел играть со мной в детстве/ И с тех самых пор я строю разные планы, как преступник/ Чтобы все полюбили меня, как бы невзначай». Ханна Майлреа из NME сочла процитированный текст песни личным откровением, которое приходит на ум только «в предрассветные часы». Роб Шеффилд из Rolling Stone счёл «Mastermind» «оборотной стороной» трека Свифт «Enchanted» (2010) и выделил текст песни: «Шах и мат! Я не могла проиграть». Он сказал, что эта песня подходит для Midnights, который он описал как концептуальный альбом о «патологической невозмутимости» Свифт. По мнению Криса Уиллмана из Variety, трек также отражает то, как «женщинам исторически приходится идти на крайние меры, чтобы быть рулевым в отношениях, которые контролирующие мужчины обычно портят».

## Релиз и отзывы
Republic Records выпустила Midnights 21 октября 2022 года; песня «Mastermind» находится под номером 13 в трек-листе и служит закрывающим треком стандартного издания.
Свифт включила песню «Mastermind» в сет-лист своего шестого хедлайнерского концертного тура Eras Tour (2023—2024). «Mastermind» вошёл в топ-20 лучших синглов в Австралии (12), Канаде (12),, Филиппинах (13), Сингапурое (14) и Малайзии Malaysia (18); также дебютировал в Португалии (33), Вьетнаме (33), Литве (51), Чехии (52), Швеции (56), Словакии (62) и Испании (80). В хит-параде Billboard Global 200 все 13 треков стандартного издания дебютировали в топ-15 одновременно; «Mastermind» был там на 13-м месте. В США он достиг тринадцатого места в основном чарте Billboard Hot 100. «Mastermind» получил платиновую сертификацию в Австралии, золотую в Канаде и серебряную в Великобритании.
Музыкальные критики дали «Mastermind» в целом положительные отзывы, акцентируя внимание на написании песен. Микаэль Вуд из Los Angeles Times назвал «Mastermind» одним из лучших альбомов. Он похвалил «сложный ритм» текста за то, что он создаёт «неизгладимую картину», и, цитируя слова «Если вы не планируете, вы планируете провалиться», написал: «Только Свифт могла заставить лозунг самопомощи звучать как сказка». Караманика также выбрала этот трек как один из лучших на Midnights за самоанализ Свифт по поводу своего имиджа. Для Майлрей эта песня демонстрирует наиболее откровенный почерк Свифт. Эллен Джонстон из Paste назвала трек «восхитительным», Алан Лайт из Esquire похвалил его как «захватывающий», а Beats Per Minute описал его как «роскошно сексуальную и умную песню» с «поразительным» лиризмом. Лайт положительно сравнил исповедальную уязвимость «Mastermind» с «защитными, реактивными» чувствами сингла Свифт 2017 года «Look What You Made Me Do» и назвал развитие между этими двумя песнями «прорывом».
Другие критики также высоко оценили продюсирование записи. В журнале Vulture Нейт Джонс выделил текст песни как «пародию, маскирующуюся под исповедь» или «исповедь, маскирующуюся под пародию» и похвалил синтезаторное производство в предприпеве. Людовик Хантер-Тилни из Financial Times похвалил вокал Свифт за переключение «между холодным самообладанием и восторженным транспортом». Критик Billboard Джейсон Липшутц поставил «Mastermind» на третье место из 13 треков альбома Midnights. Он сказал, что песня одновременно «витиевато построена» и «блестяще самодостаточна».

## Чарты
| Чарт (2022)                               | Высшая позиция |
| ----------------------------------------- | -------------- |
| Австралия (ARIA)                          | 12             |
| Канада (Billboard Canadian Hot 100)       | 12             |
| Чехия (Singles Digitál Top 100)           | 52             |
| Мир (Billboard Global 200)                | 13             |
| Греция (IFPI)                             | 23             |
| Ирландия (Billboard)                      | 13             |
| Литва (AGATA)                             | 51             |
| Малайзия (RIM)                            | 18             |
| Филиппины (Billboard)                     | 13             |
| Португалия (AFP)                          | 33             |
| Сингапур (RIAS)                           | 14             |
| Словакия (Singles Digitál Top 100)        | 62             |
| Испания (PROMUSICAE)                      | 80             |
| Швеция (Sverigetopplistan)                | 56             |
| Швейцария Streaming (Schweizer Hitparade) | 60             |
| Великобритания (Billboard)                | 15             |
| Великобритания (UK Streaming Chart)       | 15             |
| США (Billboard Hot 100)                   | 13             |
| Вьетнам (Billboard Vietnam Hot 100)       | 33             |

## Сертификации
| Регион                                                                      | Сертификация | Продажи |
| --------------------------------------------------------------------------- | ------------ | ------- |
| Австралия (ARIA)                                                            | Платиновый   | 70 000  |
| Бразилия (ABPD)                                                             | Золотой      | 20 000  |
| Канада (Music Canada)                                                       | Золотой      | 40 000  |
| Великобритания (BPI)                                                        | Серебряный   | 200 000 |
| Данные о продажах + прослушиваниях приведены только на основе сертификации. |              |         |